# Ebba Stoopendaal
Ebba Stoopendaal, född 1870, död 1927 i USA, var en svensk landskapsmålare.
Hon var dotter till Henrik Wilhelm Stoopendaal och Charlotta Amalia Pearl och gift med Gustaf Otto Wilhelm Nordblom samt syster till Henrik, Carl Viktor, Daniel, Ferdinand. Tillsammans med sin man emigrerade hon i slutet av 1890-talet till Klondyke i Alaska där de försörjde sig som snabbtecknare och pastellmålare bland guldgrävarna. Efter några år återvände familjen till Sverige där Gustaf utan framgång försökte finna sin lycka som uppfinnare och fabrikör i Härryda. Då deras verksamhet inte lönade sig återvände man till Amerika där maken avled 1927. 